# Стара Зъхна
Стара Зъхна (на гръцки: Ζίχνη, Зихни, Παλαιά Ζίχνη) е средновековно отбранително съоръжение и бивше село в Република Гърция, разположено на територията на дем Зиляхово, област Централна Македония.

## География
Останките от крепостта са разположени в историко-географската област Зъхна, в източната част Сярското поле, в южното подножие на планината Сминица (Меникио) на 6 km северозападно от Зиляхово (Неа Зихни).

## История

### Етимология
Според българския учен Йордан Н.Иванов името Зъхна може би произлиза от жъг-, жег- и диалектното жег – жега, пек, на старобългарски жьгѫ, жегѫ и завършек като този на зъхненското село Клепушна (Агряни). Промяната на началното ж в з може би е дошла под гръцко влияние.

### Средновековие
В Средновековието Зъхна е градец, който е административен и епископски център на района. Първото потвърдено споменаване в писмени източници на Зъхна датира от ΧΙΙ век – арабският географ Мохамед ал-Идриси, който посещава района, описва Зъхна като плодороден и щастлив град с лози, овощни дървета, обработваеми равнини и рала.
В изворите се споменава за зъхненски епископи. Ктиторът и основател на манастира „Свети Йоан Предтеча“, край град Сяр, е зъхненският епископ Йоан. Зъхна е център на катепанат.
Остакъците от стените на Зъхненската крепост не показват еднакъв стил на зидария във всичките си оцелели части, което означава, че стената е строена в различни периоди. Обикновената стена на югозападното разширение и на изток е от различна фаза със стената с последователните релефни арки. Приликите, които съществуват в начина на изграждане на западното лице на кулата на входа на крепостта със съответното лице на меридианната кула на Перитор и съответните конструкции в замъците в Гераки и Мистра подкрепят мнението, че тези конструкции принадлежат към Палеологово време. През годините на управлението на Андроник III Палеолог (1328 – 1341), в Македония са положени големи усилия за възстановяване на икономиката, за да се поправят щетите, причинени от гражданските войни, както и за укрепване на отбранителната система на империята. Женско е построена в долината на Вардар през същия период, на изхода на Рупелския пролом на Струма е укрепен Валовища е укрепен, а в устието на реката е възстановена крепостта Хрисополис. Най-вероятната дата на построяването на Зъхненската крепост изглежда е XIV век.

### В Османската империя
Според легендите османците обсаждат крепостта четиридесет дни и четиридесет нощи и в крайна сметка я превземат едва след като прекъсват водопровода. Местна зла баба ги посъветвала да оставят едно муле жадно за няколко дни и след това да го пуснат и мулето посочило мястото, където минавал водопроводът, като копаело с крак. Смята се, че крепостта пада в 1375 година по време на похода на Евренос бей.
Крепостта е разрушен, но областта запазва името Зъхна. Според преброяването от 1464/65 година Зъхна има 393 християнски къщи, 32 мюсюлмански и общо население от 2668 жители. В средата на XVII век Зъхна е посетен от турския пътешественик Евлия Челеби, който заварва тук 200 малки каменни къщи с много малки дворове, разделени на две махали. Тя също така отбелязва, че нейната крепост е в развалини. Драматичното намаляване на населението може би се дължи на чумната епидемия от 1641 година, спомената в Сярската хроника на Синодин Попсидеров, която унищожила голяма част от населението на региона и, както той казва, „смъртта не оставила нито замъка, нито областта, нито къщите невредими“. Зъхна постепенно се превръща в малко село и като регионално средище се издига Зиляхово.
Според гръцка статистика от 1866 година Зъхна (Ζίχνα) е населена от 75 гърци и 100 турци.
Александър Синве ("Les Grecs de l’Empire Ottoman. Etude Statistique et Ethnographique"), който се основава на гръцки данни, в 1878 година пише, че в Сихне (Sihné) живеят 180 гърци.
Според „Етнография на вилаетите Адрианопол, Монастир и Салоника“, издадена в Константинопол в 1878 година и отразяваща статистиката на населението от 1873 година, в Зихна (Zihna) има 38 домакинства и 56 жители мюсюлмани и 65 гърци. В 1889 година Стефан Веркович (Топографическо-этнографическій очеркъ Македоніи) отбелязва селото Зихна с 33 гагаузки и 55 турски къщи.
В 1891 година Георги Стрезов пише:
| „ | Малко по насам от Зиляхово се виждат развалините на Зъхна, цъфтящи някога си град. Сега между развалините стоят 39 къщи. | “ |

Жителите на малкото село Зъхна според Стрезов са гърци.
Според статистиката на Васил Кънчов, към 1900 година в Зъхна има 150 жители турци и 260 жители турци християни.
По данни на секретаря на Българската екзархия Димитър Мишев през 1905 година в Зихна (Zihna) има 48 гагаузи.
В 1927 година Зиляхово е прекръстено на Неа Зихни, в превод Нова Зъхна.
Окончателното изоставяне на селището става в 1963 година, когато последните семейства напускат и се заселват в Зиляхово. От селото Зъхна са останали три разрушени къщи и възстановената в 1997 година църква „Свети Йоан Предтеча“. Вече заличеното село Зъхна и развалините на средновековната крепост, са известни като Палеа Зихни (Παλαιά Ζίχνη), в превод Стара Зъхна.

## Описание на крепостта
Стените на крепостта оформят дълга тясна неправилна форма ориентирана североизток – югозапад. Много части от крепостта, особено от източната страна, са се срутили поради ерозия на почвата. Според разкази на жители на Зиляхово те традиционно са използвали готов строителен материал от крепостта за изграждането на своите къщи.
От източната страна на хълма са останките от портата на крепостта под голям насип. Колоните ѝ са изградени с необработени камъни и хоросан, докато сводът ѝ е с големи открити тухли. Централната част на арката е срутена. На изток от портата се виждат следи от каменни купчини без вълнообразен материал, които определят трапецовидно пространство. Възможно е тук да е имало протихисма.
На около стотина метра югозападно от портата има участък от стена с източно изложение, който е запазен в доста добро състояние. Дебелината ѝ е 1,70 m и е изградена с дребни камъни и варов хоросан. Разграничават се две строителни фази. Още на юг над най-стръмната и укрепена страна на хълма е запазена част от стената, изградена със система от подпори, чиято ориентация е североизток – югозапад. Подпората се извършва с арки, така че да се намали дебелината на зидарията и в същото време да се осигури необходимата ширина в горната част на стените и периметъра. Създадените вътре ниши са използвани за събиране и съхранение на боеприпаси.
Малко по на запад е запазена част от стената със същата ориентация, която би била свързана с предишната с диагонална стена. Оцелялата му дължина е около 12 m. Това е единствената оцеляла част от стената, поддържана от контрафорси от източната ѝ страна. Запазени са три от тях, като североизточният ѝ край е особено износен.
След това има няколко части от стената, които са запазени на фрагменти, които показват хода ѝ до югоизточния край на хълма Зихна, където е открита силно повредена кула. От нея защитниците можеха в период на обсада да се изправят срещу нападателите, идващи от юг през коритото на Ак Бунар – единствения проход в тази посока.
В южния край на хълма не е запазена следа от стената. Най-големите и най-добре запазени части на крепостта са от западната страна на хълма, където земята е по-гладка и ерозията е минимална. Северозападната част, където е единствената напълно запазена порта, е запазена дълго време и в много добро състояние. Зидарията е от дребни насипни камъни и первази. Сводовете са кофражирани, като вътре в сводовете на сводовете има плочи и видими цокли. Стената на това място е с дебелина 2,10 m. Диаметърът на сводовете е 2,00 m и ширина на коридора 1,50 m. Не знаем точния брой порти на замъка, тъй като днес са запазени само две. Оцелялата височина на кулата на тази порта е около 5,50 m. По-малка порта би могла да съществува и в частта от замъка, която е запазена от югозападната страна на хълма, където са запазени основите на кръгла кула с дъговиден покрив. Тук виждаме и най-голямата оцеляла част от стената, дълга повече от 100 m. Вероятно тази порта се отъждествява с тази, наричана от местните Зодан Капу, тоест „Тъмната порта“ на турски.
Строителният материал, използван за изграждането на стената, е тухли и речни камъни, които са събрани от съседните реки.
Около центъра на оградения хълм се намира място, което местното население нарича Дворец. Евлия Челеби говори за сградата на съда, която се откроявала в сравнение с малките къщи на жителите и може би това са нейните останки. На метри на юг е запазена цистерна в отлично състояние, голяма част от която е надземна. От югоизточната ѝ страна има два отвора. По мраморния праг на най-южния личат следите от хвърлянето на въжето за изпомпване на водата. Вътрешната височина на щерната надвишава 5 m, поради което слизането е трябвало да става със стълба. Цистерната е изградена с плочести камъни и със здрав свързващ хоросан без тухли. Има формата на квадрат, а покривът е дъговиден.
Още на юг има руини на византийска църква, ориентирана североизток – югозапад. Запазени са само западната и северната стена с част от нишата на светилището. Най-вероятно принадлежи към типа свободен кръст. Този храм е малък, така че вероятно не е бил основната църква на града.
На север и на разстояние 80 – 90 m североизточно от северозападната порта са руините на двустайна сграда. Вероятно е вторият хамам на Зъхна поради наличието на канали по стените. Но може и да е споменатата от Евлия Челеби Ески джамия. Точно до този хамам на изток е запазен хамам в отлично състояние, който се състои от предверие, спомагателна част и основна зала.
Разпръснати из района на замъка има много следи от водопровод: чешми, тръби, кладенци, както и антични саркофази, употребени повторно като корита. Водата стига до селището чрез подземна водоснабдителна мрежа тип канат, изобретена от персите през VII век пр. Хр. Част от тази система е запазена до потока Ак Бунар, само на няколко метра североизточно от подпорите на моста.